# Nagyvárad tér (métro de Budapest)
Pour la place, voir Nagyvárad tér.
Nagyvárad tér est une station du métro de Budapest. Elle est sur la  .